# Wijken en buurten in Marum
De Nederlandse gemeente Marum is voor statistische doeleinden onderverdeeld in wijken en buurten. De gemeente is verdeeld in de volgende statistische wijken:
- Wijk 00 Marum (CBS-wijkcode:002500)
- Wijk 01 De Wilp (CBS-wijkcode:002501)

Een statistische wijk kan bestaan uit meerdere buurten. Onderstaande tabel geeft de buurtindeling met kentallen volgens het Centraal Bureau voor de Statistiek (2008):
| CBS-buurtcode | Buurtnaam                                                                      | Inwonertal | Opp. totaal (ha) | Opp. land (ha) | Ligging                |
| ------------- | ------------------------------------------------------------------------------ | ---------- | ---------------- | -------------- | ---------------------- |
| BU00250000    | Marum                                                                          | 5020       | 456              | 455            | Locatie in de gemeente |
| BU00250002    | Nuis                                                                           | 680        | 325              | 325            | Locatie in de gemeente |
| BU00250003    | Niebert                                                                        | 550        | 424              | 424            | Locatie in de gemeente |
| BU00250004    | Boerakker                                                                      | 390        | 56               | 56             | Locatie in de gemeente |
| BU00250005    | Lucaswolde e.o.                                                                | 200        | 487              | 486            | Locatie in de gemeente |
| BU00250006    | Noordwijk                                                                      | 220        | 36               | 36             | Locatie in de gemeente |
| BU00250007    | De Haar                                                                        | 210        | 201              | 201            | Locatie in de gemeente |
| BU00250008    | Verspreide huizen in het noordwesten (onder andere Trimunt)                    | 200        | 1264             | 1254           | Locatie in de gemeente |
| BU00250009    | Verspreide huizen in het noordoosten (onder andere Hamrik, De Jammer, Zethuis) | 460        | 1108             | 1096           | Locatie in de gemeente |
| BU00250100    | De Wilp (gedeeltelijk)                                                         | 1270       | 183              | 181            | Locatie in de gemeente |
| BU00250101    | Wilpstervaart                                                                  | 90         | 58               | 57             | Locatie in de gemeente |
| BU00250102    | Keuningswijk                                                                   | 240        | 315              | 314            | Locatie in de gemeente |
| BU00250104    | Jonkersvaart                                                                   | 210        | 237              | 232            | Locatie in de gemeente |
| BU00250108    | Verspreide huizen ten noorden van Jonkersvaart (onder andere Willemstad)       | 240        | 604              | 604            | Locatie in de gemeente |
| BU00250109    | Verspreide huizen ten noorden van de Wilp (onder andere De Linde)              | 230        | 734              | 732            | Locatie in de gemeente |